# Hendrik Bary
Hendrik Bary, né en 1632 et décédé en 1707 à Gouda, est un graveur néerlandais du siècle d'or. 
Il est connu pour ses gravures représentant des portraits, des scènes de genre, des scènes religieuses et mythologiques.

## Biographie
Hendrik Bary est né en 1632 à Gouda aux Pays-Bas. 
Il étudie vraisemblablement la gravure auprès de Cornelis Visscher ou tout du moins, s'inspire-t-il de son style. Il est actif à La Haye de 1666 à 1667, et à Gouda, sa ville natale, de 1672 à 1707. Ses œuvres sont souvent signées « H. Bary » ou du monogramme « HB ». Il compose non seulement des portraits, mais aussi beaucoup de scènes historiques et de genre.
Il est le fils d'Hendrick Bary, un marchand de tabac, et de Heyltje Aerts. Bary est le disciple de Reinier van Persijn pour lequel il produit une estampe destinée au recueil Galeria Giustiniana.  En 1657, ses gravures sont encore maladroites mais un portrait de son frère Aernout Carlier en 1658 apparaît comme bien meilleur ainsi que deux autoportraits, datés de 1659 et 1660.
Membre de la confrérie Pictura en 1666, il vit néanmoins à Gouda où il est le régent de la milice du pénitencier jusqu'en 1703. De son mariage, le 4 février 1676, avec Maria Suys, fille du bourgmestre Govert Suys, il a six enfants qu'il n'éduque pas vers l'art. Il est également inscrit en 1676 comme marchand de bois.
Il meurt le 16 février 1707 à Gouda.

## Œuvres

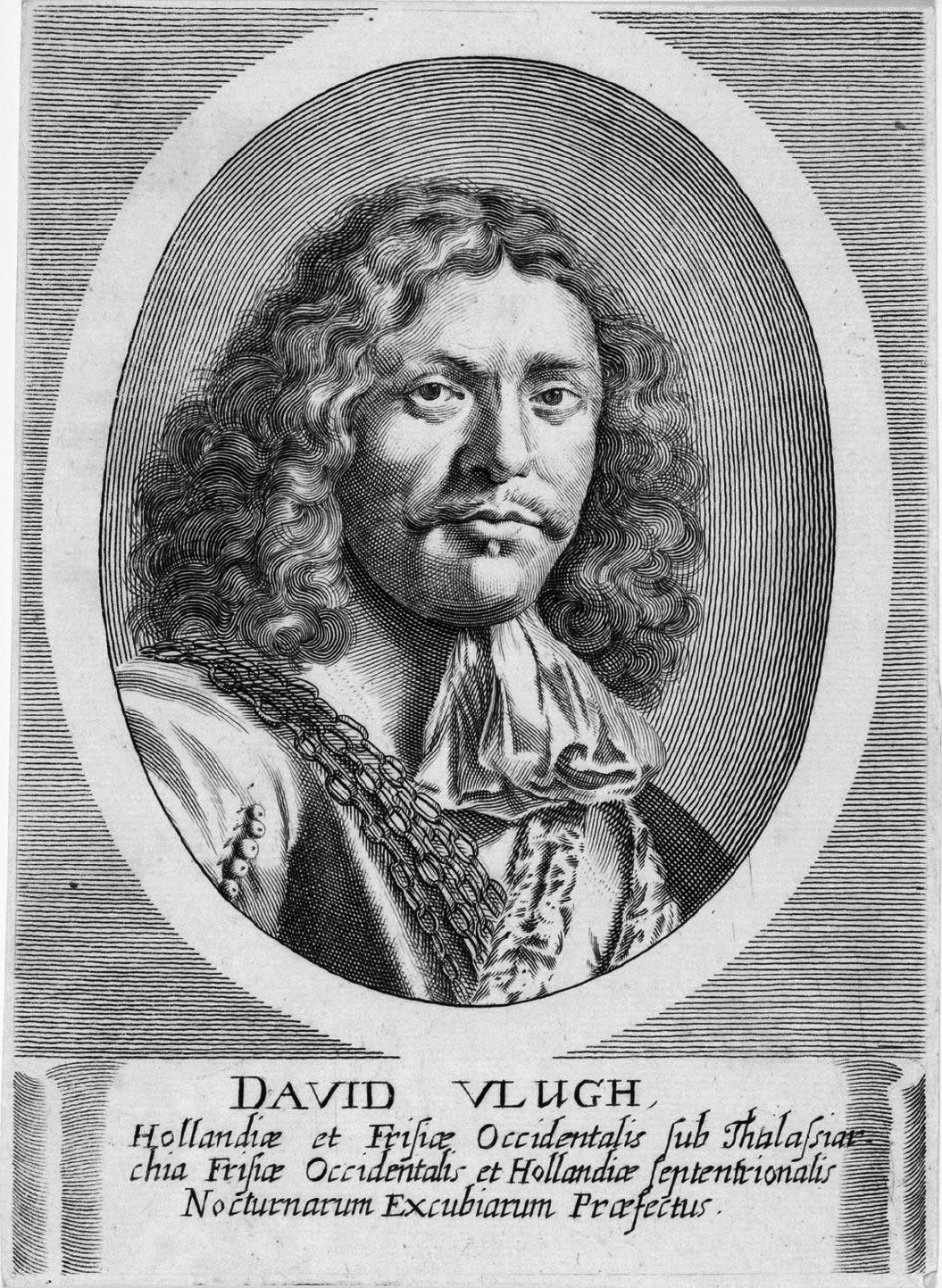
David Vlugh (1611-1673), Amiral de la flotte hollandaise

### Portraits
- Dirk and Walther Crabeth, peintres verriers[4]
- Michael Ruyter, amiral, 1673, d'après  Ferdinand Bol
- Hieronimus van Bivernink
- Desiderius Erasmus, of Rotterdam
- Willem Joseph de Gand, amiral de Hollande
- Rombout Hagerbeets
- Annius Manlius Torquatus Severinus Boethius
- Jacobus Taurinus
- Comte Johann Waldstein
- La Duchesse de la Vallière
- Hugo Grotius, d'après Mirevelt
- Cornelis Ketel, peintre, d'après Cornelis Ketel, 1659[5]
- Jacob Backer, peintre
- John Schellhammer, pasteur
- John Zas, pasteur
- Jacob Batiliere, prédicateur, d'après Jan Jansz[6]
- Arnold Gesteramus, prédicateur
- Admiral Vlugh, d'après van der Helst
- Leo Aitzema, historien, d'après Jan de Baan
- George de Mey, théologien, d'après C. van Diemen
- Portrait de Johan de Witt, Rijksmuseum, Amsterdam
- Joost van den Vondel, portrait par Bary, 1682.

### Sujets d'après divers maîtres ou d'après ses propres dessins
- Neptune, allégorie
- Une mère allaitant son enfant

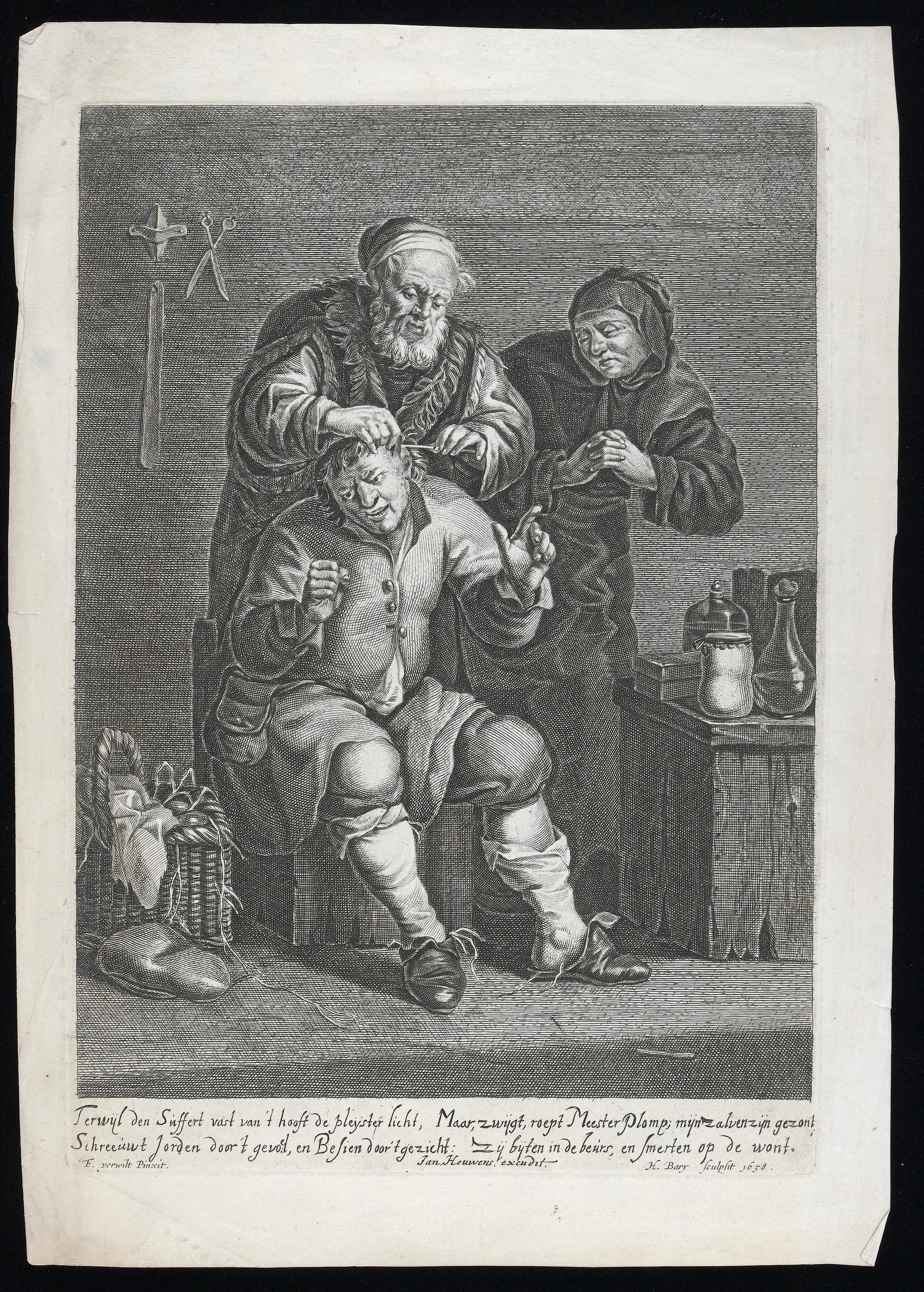
Un chirurgien opérant sur la tête d'un homme

- Deux drôles, d'après Brouwer, H. Bary fec.
- Une famille paysanne, d'après Pieter Aertsen
- Le Baptême du Christ, d'après Maarten van Heemskerck[7]
- Été et automne, sur une gravure, représentés par deux enfants dont l'un tient un épi de maïs, d'après Van Dyck
- Jeune Femme endormie enivrée et un jeune homme rieur, d'après le même, 1670[8]
- La Vieille Sorcière, d'après Frans van Mieris l'Ancien[9]
- Jeune fille au chapeau à plumes, d'après Gerard ter Borch[10].